# Вест Фолмаут (Масачусетс)
Вест Фолмаут (енгл. West Falmouth) насељено је место без административног статуса у америчкој савезној држави Масачусетс.

## Демографија
По попису из 2010. године број становника је 1.738, што је 129 (-6,9%) становника мање него 2000. године.
| Група             | 2000.         | 2010.         |
| Белци             | 1.815 (97,2%) | 1.644 (94,6%) |
| Афроамериканци    | 8 (0,4%)      | 23 (1,3%)     |
| Азијати           | 13 (0,7%)     | 15 (0,9%)     |
| Хиспаноамериканци | 16 (0,9%)     | 35 (2,0%)     |
| Укупно            | 1.867         | 1.738         |